# Tempo de Amar (álbum)
Tempo de Amar é o segundo álbum de Rinaldo & Liriel, lançado pela Warner Music no ano de 2002,  e conquistando Disco de Ouro pela ABPD, vendendo estimadas 400 mil cópias.

## Faixas
1. Strani Amori
2. Hábito Do Amor
3. Nessun Dorma
4. Piano
5. Me Espere Até Amanhã
6. Planeta Água
7. Alta Luce Del Sole
8. Tempo De Amar
9. Here In My Heart
10. Canção Inesperada
11. Entre O Céu E O Mar
12. Se Eu Não Te Encontrasse
13. O Sonhador
14. La Bohème